# Некосов, Владислав Фёдорович
Владислав Фёдорович Некосов (род. 10 апреля 1940 года, дер. Ветельницы, Гороховецкий район, Владимирская область, РСФСР, СССР) — советский и российский художник, ювелир, народный художник Российской Федерации (2020).

## Биография
Родился 10 апреля 1940 года в д. Ветельницы Гороховецкого района Владимирской области.
В 1959 году — окончил Мстерскую художественную профтехшколу.
С 1975 года — член Союза художников СССР, России.
С 1965 по 1975 годы — главный художник фабрики «Пролетарское искусство», создал и руководил молодёжной творческой группы на фабрике с 1964 по 1979 годы.
С 1991 по 2002 годы — главный художник завода «Мстерский ювелир».
С 1986 по 1991 годы — вел курс на живописном отделении Мстерского художественно-промышленного училища имени Ф. А. Модорова (композиция, Мстёрская роспись и монументальное искусство).
С 1975 по 1992 годы — председатель мстерской организации Союза художников РСФСР.
С 1975 по 1990 годы — член правления и выставкома Владимирской областной организации СХ РСФСР, член комиссии по народному искусству СХ РФ.
С 1960 года — участник художественных выставок.
Лауреат международной выставки «Ювелир−2000» в номинации «Классическое наследие в ювелирном искусстве»
Один из соавторов флага Мстёры.

## Награды
- Орден Дружбы (2013)[1]
- Медаль «В ознаменование 100-летия со дня рождения Владимира Ильича Ленина»
- Народный художник Российской Федерации (2020)[2]
- Заслуженный художник РСФСР (1987)
- Почётная грамота Верховного Совета РСФСР
- Знак великого князя Андрея Боголюбского (Владимирская область, 30 мая 2025) — за большой вклад в развитие культуры и искусства, многолетнюю плодотворную деятельность
- Дипломы Министерства культуры СССР и Академии художеств
- Диплом и «Золотая корона» (1998) — за сохранение традиций ювелирного искусства
- Серебряная и бронзовая медали ВДНХ
- Почётный гражданин поселка Мстёра